# Praseodymi(III) oxychloride
Praseodymi(III) oxychloride là một hợp chất vô cơ, một muối oxyhalogenua của praseodymi và axit clohydric với công thức PrOCl. Muối này có màu lục nhạt, không tan trong nước.

## Điều chế
Sự phân hủy tinh thể ngậm nước của praseodymi(III) chloride khi đun nóng sẽ tạo ra muối:
{\displaystyle {\mathsf {PrCl_{3}\cdot 7H_{2}O\ \xrightarrow {100-350^{o}C} \ PrOCl+2HCl+6H_{2}O}}}
Cũng có thể phân hủy muối PrCl3 khan ở 800 ℃ để thu được muối.

## Tính chất vật lý
Praseodymi(III) oxychloride tạo thành tinh thể của hệ tinh thể bốn phương, nhóm không gian P 4/nmm, các hằng số mạng a = 0,4054 nm, c = 0,6786 nm, Z = 2, cấu trúc giống PbFCl.

## Tính chất hóa học
Muối bị phân hủy khi đun nóng trong không khí ở nhiệt độ 440–665 ℃.